# Carlo Campanini
Carlo Campanini, né à Turin le 12 juillet 1906 et mort à Rome le 20 novembre 1984, est un acteur italien.

## Biographie
Né à Turin, Carlo Campanini fréquente une école technique et un cours de chant, puis il commence sa carrière à dix-neuf ans en entrant dans la société de prose « Casaleggio », avec laquelle il tourne six mois en Argentine.  Dans les années suivantes Campanini se produit comme chanteur-comédien et même comme ténor dans des revues et opérettes.
En 1936, il devient acteur dans la société de Vivienne d'Arys, dans laquelle il fait équipe avec Carlo Dapporto.
Il fait ses débuts au cinéma en 1939, dans Lo vedi come sei ... lo vedi come sei? aux côtés de Macario, puis il est présent dans les films de comédie, dans des rôles d'acolyte ou comme un acteur « de caractère ». En 1945, il joue dans le film de Mario Soldati Le Miserie del signor Travet. 
À partir de 1950, il joue la comédie Sogno di un Walter, devenant le comparse habituel de Walter Chiari sur scène, à la télévision et dans les films,.

## Filmographie partielle
- 1939 : 

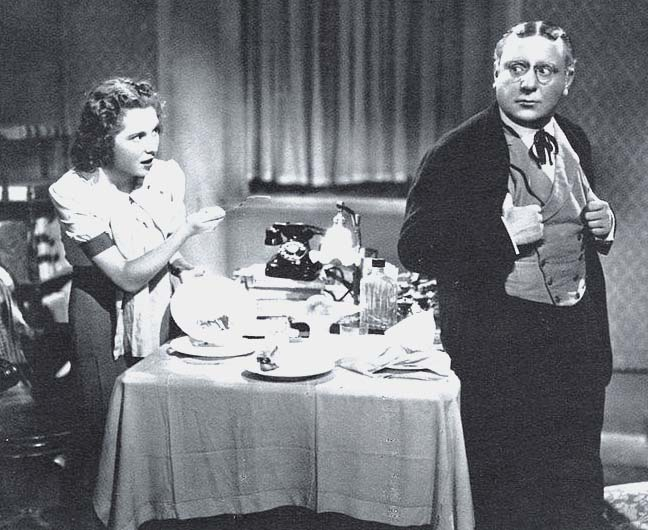
Avec Chiaretta Gelli dans Il birichino di papà

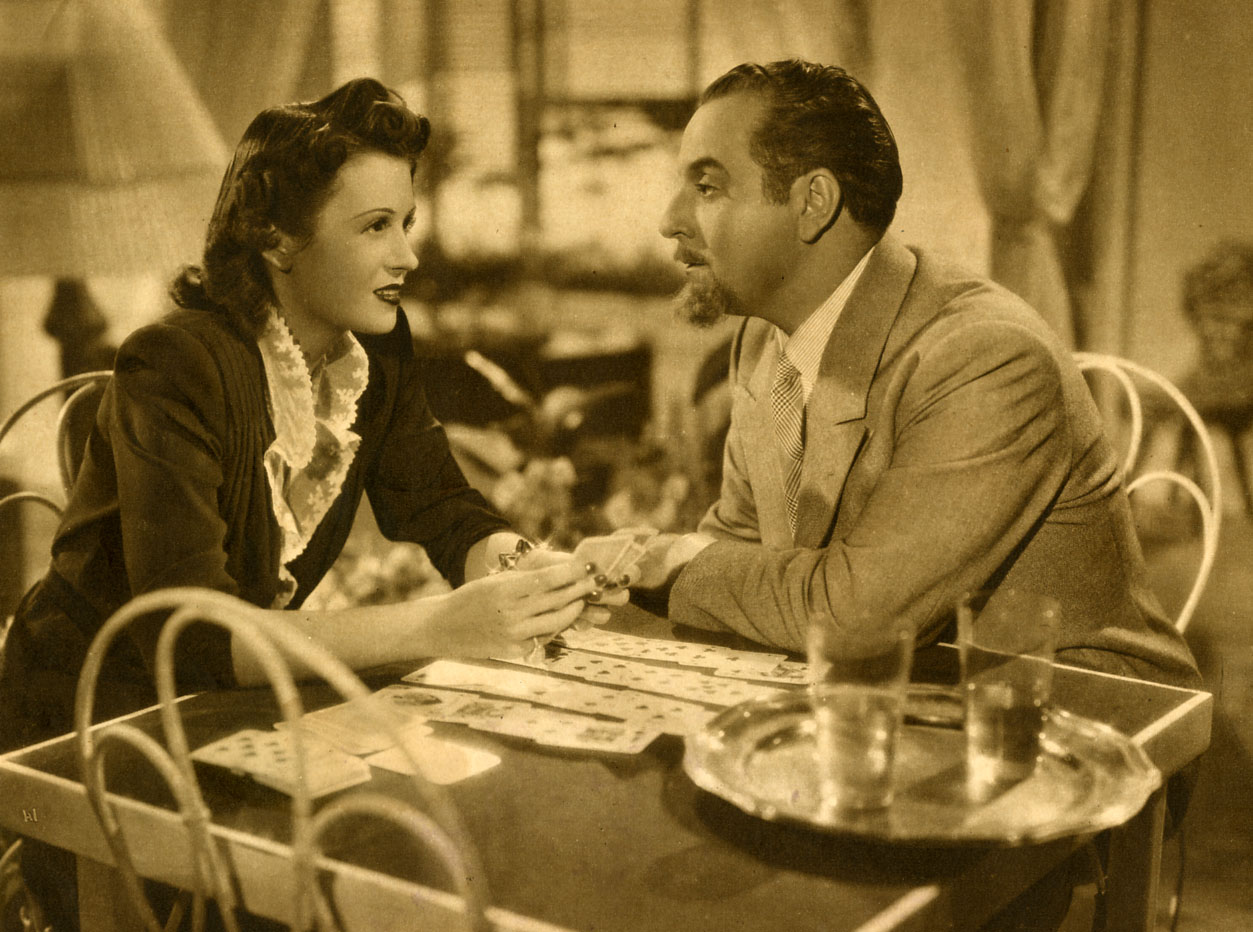
Avec Annette Bach dans Labbra serrate (1942) de Mario Mattoli

  - Macario millionnaire de Mario Mattoli
  - Dora Nelson de Mario Soldati
- 1940 : 
  - Adieu Jeunesse ! (Addio giovinezza!) de Ferdinando Maria Poggioli
  - La danza dei milioni de Camillo Mastrocinque
  - La granduchessa si diverte de Giacomo Gentilomo
  - La zia smemorata de Ladislas Vajda
  - Tutto per la donna de Mario Soldati
- 1941 :
  - L'Acteur disparu (L'attore scomparso) de Luigi Zampa
  - L'avventuriera del piano di sopra de Raffaello Matarazzo
  - Des violettes dans les cheveux (Violette nei capelli) de Carlo Ludovico Bragaglia
  - Con le donne non si scherza de Giorgio Simonelli
- 1942 :
  - La donna è mobile  de Mario Mattoli
  - Voglio vivere cosi de Mario Mattoli
  - Margherita fra i tre de Ivo Perilli
  - Soltanto un bacio de Giorgio Simonelli
  - Chaînes invisibles (Catene invisibili) de Mario Mattoli
  - Jour de noces (Giorno di nozze) de Raffaello Matarazzo
  - Lèvres closes (Labbra serrate) de Mario Mattoli
- 1943 : 
  - La vita è bella de Carlo Ludovico Bragaglia
  - La Terreur du pensionnat (Il birichino di papà) de Raffaello Matarazzo
  - In due si soffre meglio de Nunzio Malasomma
  - Tutta la vita in ventiquattro ore de Carlo Ludovico Bragaglia
  - Buongiorno, Madrid! de Gian Maria Cominetti
  - Ho tanta voglia di cantare de Mario Mattoli
- 1944 : Circo equestre Za-bum de Mario Mattoli
- 1945 :
  - Il ratto delle Sabine de Mario Bonnard
  - Circo equestre Za-bum de Mario Mattoli
  - Pronto, chi parla? de Carlo Ludovico Bragaglia
  - Chi l'ha visto? de Goffredo Alessandrini
  - Les Ennuis de monsieur Travet (Le miserie del signor Travet) de Mario Soldati
- 1946 :
  - Le modelle di via Margutta de Giuseppe Maria Scotese
  - Armando le Mystérieux (La primula bianca) de Carlo Ludovico Bragaglia
  - Partenza ore sette de Mario Mattoli
  - Le Bandit de Alberto Lattuada
  - Albergo Luna, camera 34 de Carlo Ludovico Bragaglia
- 1947 :
  - Les Deux Orphelins (I due orfanelli) de Mario Mattoli
  - Sept Ans de malheur (Come persi la guerra) de Carlo Borghesio
  - L'isola del sogno de Ernesto Remani
- 1948 : 11 uomini e un pallone de Giorgio Simonelli
- 1949 : 
  - I peggiori anni della nostra vita de Mario Amendola
  - Au diable la célébrité (Al diavolo la celebrità) de Mario Monicelli et Steno
  - La fiamma che non si spegne de Vittorio Cottafavi
  - Une nuit de folie à l'opéra (Follie per l'opera) de Mario Costa
- 1950 :
  - La bisarca de Giorgio Simonelli
  - Miss Italie de Duilio Coletti
- 1951 :
  - O.K. Néron ! de Mario Mattoli
  - Il padrone del vapore de Mario Mattoli
  - Anema e core de Mario Mattoli
- 1952 :
  - Vengeance sarde (Vendetta... sarda) de Mario Mattoli
  - Noi due soli de Marcello Marchesi, Vittorio Metz et Marino Girolami
  - I morti non pagano le tasse de Sergio Grieco
  - Ragazze da marito de Eduardo De Filippo
  - Era lei che lo voleva de Marino Girolami et Giorgio Simonelli
  - Viva il cinema! de Giorgio Baldaccini et Enzo Trapani
- 1953 :
  - Un turco napoletano de Mario Mattoli
  - Se vincessi cento milioni de Carlo Campogalliani et Carlo Moscovini - épisode Il pensionato
- 1954 :
  - Un siècle d'amour (Cento anni d'amore) de Lionello De Felice - épisode Pendolin
  - Hanno rubato un tram de Aldo Fabrizi
  - Les Aventures et les Amours de Casanova (Le avventure di Giacomo Casanova) de Steno
  - Siamo tutti milanesi de Mario Landi
- 1955 :
  - Milanesi a Napoli de Enzo Di Gianni
  - Ho ritrovato mio figlio de Elio Piccon
- 1956 :
  - Nos plus belles années de Mario Mattoli
  - Le Muchacho de Ladislas Vajda
- 1958 :L'amore nasce a Roma de Mario Amendola
- 1959 :
  - Non perdiamo la testa de Mario Mattoli
  - Simpatico mascalzone de Mario Amendola
  - Le Confident de ces dames, (Psicanalista per signora) de Jean Boyer
  - Agosto, donne mie non vi conosco de Guido Malatesta
- 1960 : 
  - Caravan Petrol de Mario Amendola
- 1961 : Objectif jupons (Obiettivo ragazze) de Mario Mattoli
- 1963 : Un drôle de type (Uno strano tipo) de Lucio Fulci
- 1969 : Il terribile ispettore de Mario Amendola